# Езеро Маняра (национален парк)
 Тази статия е за Национален парк Езеро Маняра.  За други значения вижте Маняра.  
Националният парк и биосферен резерват Езеро Маняра се намира в Северна Танзания, регион Аруша, на дъното на силно сеизмичната Източноафриканска рифтова долина. Обхваща западния бряг на езерото Маняра и част от водите му. Територията около езерото е обявена за ловен резерват през 1957 г. През 1960 г. статутът му е променен на Национален парк, а през 1981 г. местността е обявена за биосферен резерват под егидата на ЮНЕСКО. Простира се по продължение на западния бряг на езерото Маняра с дължина около 50 км. Площта му е 325 км2, от които около 200 км2 се падат на езерото в периода, когато нивото на водите му е най-високо. През 1974 г. към южния край на резервата са прибавени още 550 ха. Надморската височина е 960 – 1478 м. В резервата са включени по-голямата част от рифтовата стена и части от прилежащото плато.
Националният парк посреща средно годишно над 140 000 туристи (2007 г.), като това носи всяка година на държавата приход от близо 3 милиона щатски долара (2007 г.). Около 10% от доходите на парка се ползват по програмата SCIP за изграждане на училища, здравни центрове и напоителни системи в околните селища.

## Климат
Характерни са два годишни сезона – дъждовен и сух. Средните годишни валежи са 650 мм и варират като количество по оста север-юг. Сезонът на дъждовете е разделен на две части – през ноември-декември и февруари-април. В зависимост от количеството на валежите нивото на езерните води се променя, като през сухия сезон езерото може да пресъхне. Средната годишна температура е 22 °C.

## Флора
Разнообразието от растителни видове варира в зависимост от топографията на района. Надолу по склоновете на рифтовата стена, в северната част, непресъхващите извори поддържат развитието на африканската джунгла (хилея). Тя постепенно отстъпва пред храстовидни растения и накрая преминава в савана, сред която е разположено и самото езеро. Многоетажната екваториална гора е богата на буйна растителност, представена от баобаб, махагоново дърво, тамаринд, широколистен кротон, фикуси от вида Ficus sycomorus, Trichelia roka, Tabernaemontana samarensis. Постепенно джунглата преминава в акациеви горички, изпъстрени с финикови палми, образуващи подобие на плътна стена. Северозападният край на езерото е богат на блата, около които след многогодишно отсъствие отново расте теснолистният папур (Typha angustifolia). Централната част на парка е заета с различни видове акациеви дървета (Acacia tortilis, Acacia sieberiana), колбасово дърво (Kigelia africana), а тревистите растения тук са целогодишни. В северната част на парка растат дървета от вида Calotropis procera от сем. Асклепиеви, със сока от които масаите се обезкосмяват.

## Фауна

### Бозайници
Езерото Маняра е едно от красивите езера на Танзания, превърнато в резерват и приютило многоброен и интересен растителен и животински свят. Районът заема едно от първите места в света по гъстота на диви бозайници. Паркът е обитаван от голяма популация от африкански слонове. Тяхното изследване започва през 1966 г., като за тази цел тук е създаден малък изследователски лагер. Средната гъстота на слоновете в резервата е 6 бр/км2, а на кафърския бивол – 18 бр/км2. Все още се срещат екземпляри от черния носорог, чийто брой заради ловния туризъм е силно намалял. Това е мястото, където могат да се срещнат и уникалните катерещи се по дърветата лъвове, които през деня почиват в клоните на големите дървета. Езерото изобилства и с хипопотами, които излизат да пасат нощно време. Жирафите са с доста тъмен цвят, така че, погледнати отдалеч, изглеждат почти черни. Местността е дом на стотици импали, зелени павиани (Papio anubis), южноафрикански антилопи бушбок (Tragelaphus scriptus), зебри, ивичесто гну (Connochaetes taurinus), леопарди, мангусти. През сухия сезон големи стада от гну и други тревопасни животни навлизат в парка за кратък период от време, идвайки от контролираните ловни територии на север от резервата.

### Птици
Екваториалната гора е рай за множество птици — различни видове щъркели, марабу, орел, сокол, розов пеликан, розово фламинго, голям корморан, палмов лешояд (Gypohierax angolensis), ястребов орел на Айре (Hieraaetus dubius), дрозд, рибарче и още много.

### Птици, постоянно обитаващи резервата
Околността е постоянно обитавана от над 400 различни видове птици. Между тях са ястреб-кокошкар, планински мишелов, дропла от вида Eupodotis gindiana, чернолица пустинарка, гълъб от вида Streptopelia lugens, фишерова неразделка (Agapornis fischeri), маскова неразделка (Agapornis personatus), червенокорем папагал, бързоног бързолет, пчелояд от вида Merops oreobates, Tricholaema melanocephala, Trachyphonus erythrocephalus, Trachyphonus darnaudii, Rhodophoneus cruentus, Lanius cabanisi и много други. Макар и много рядко тук може да бъде срещнат и степен блатар. Наблюдавани са и единични екземпляри сокол от вида Falco fasciinucha.

### Прелетни птици
През размножителния период тук се събират големи ята от водоплаващи птици. Една от най-характерните за района птици е малкото фламинго, от което тук се срещат хиляди и даже милиони екземпляри. През 1991 година в зоната са наброени 1 900 000 екземпляра. През 1994 г. техният брой е спаднал на 78 320. Американското (P. ruber) и розовото фламинго (P. roserus) също са характерни за района – 40 000 броя (2000 г.). В резервата се среща и внушително количество розови пеликани – 200 000 екземпляра (1991 г.). Местността около езерото е добре известно обиталище за разплод на хиляди пеликани от вида Pelecanus rufescens и жълтоклюни щъркели (1020 бр. през 1995 г.), както и на известно количество марабу и сиви чапли. Калните брегове на езерото затрудняват изхранването на птиците, мигриращи от по-далечни райони като голямата пъструшка и червеногушата бъбрица. Доста по-рядко край северните блата се среща мадагаскарска жълта чапла. Белошипата ветрушка зимува в тази област и може да бъде видяна по поляните на изток от езерото, като през 1961 е наблюдавано ято от 400 екземпляра. В района на езерото зимуват още доста видове птици – чернокрил кокилобегач (8367 бр. през 1995 г.), пъстър саблеклюн (4940 екземпляра през 1995 г.), дъждосвирец от вида Charadrius pallidus (619 бр. през 1995 г.), каспийски дъждосвирец (3302 бр. през 1995 г.), малък зеленокрак водобегач (2441 бр. през 1995 г.), малък брегобегач (78675 бр. през 1995 г.), пъстър бойник (45 486 бр. през 1995 г.), дебелоклюна рибарка (1566 бр. през 1995 г.), белокрила рибарка (3283 бр. през 1995 г.)

### Влечуги
Местността е богата на разнообразни видове влечуги, като най-често срещани са вараните (Varanus niloticus) и няколко вида кобри.

## Защита на флората и фауната
Човешката популация около езерото и в биосферния резерват наброява над 250 000 души (1999 г.), принадлежащи към етническите групи масаи, ираку и барабейг (барбейг). Основната социално-икономическа дейност в района е свързана със селското стопанство и главно със земеделието. Бракониерството на диви животни за месо и трофеи, незаконен риболов, продажба на дърва за огрев и дървени въглища представляват заплаха за биологичното разнообразие в резервата. Изградена е добра връзка между управлението на парка и местните обитатели, поради което бракониерството е сведено до минимум. За това спомага и подходящата гъстота на горските патрули в резервата. Използват се няколко технически похвата за контролиране на придвижването на животните от парка към съседните земеделски земи. За тази цел през 1960 г. в северната част на парка са били изградени електрически огради, които са просъществували в продължение на няколко години. В южната част е изградена по-тежка окабелена ограда. И двата вида вече не функционират. С голям ефект се използва поцинкована телена мрежа, увита около дънерите на някои акациеви дървета, които са предпочитани от лъвовете за катерене. Тя ги предпазва от слоновете, които обичат да лющят кората им.

## Проблеми
През ХХ век на няколко пъти между бозайниците в парка се появяват епидемии, които драстично намаляват броя им. През 1959 г. епидемия от чума унищожава около 20% от кафърския бивол. През 1977 г. неидентифицирана епидемия отнема живота на 15% от слоновете, а през 1984 г. епидемия от антракс унищожава около 90% от импалите в резервата. През юни 2004 г. се наблюдава първият случай на масова смърт на водоплаващи птици, регистриран някога в езерото. Засегнато е главно малкото фламинго, но смъртни случаи има и при розовото фламинго, тръноопашатата потапница (Oxyura maccoa), египетската гъска (Alopochen aegyptiacus).
Резерватът е твърде малък за да може да функционира достатъчно добре самостоятелно. Съществуващите граници са прекалено тесни за задоволяване на ежедневните нужди на животните, особено на големите бозайници. Буферните зони, засяти със селскостопански култури често са обект на унищожаване от обитателите на парка. Има случаи на обстрелване на слонове, които тъпчат нивите и на
лъвове, нападнали домашни животни.
Належаща е нуждата от създаване на връзка между Маняра и близко разположените резервати и национални паркове. Предложено е ново разширение на юг и на запад към платото, както и осигуряване на коридори за движение на животните към Националния парк Тарангире.
Биосферният резерват е част от проекта BRAAF на ЮНЕСКО, отнасящ се до подкрепа, развитие и запазване на биоразнообразието в биосферните резервати в англоговорещите страни в Африка („Biosphere Reserves for Biodiversity Conservation and Sustainable Development in Anglophone Africa“).